# Phare de l'Alfândega
Le phare de l'Alfândega (en portugais : Farol de Alfândega) est un phare situé à Manaus sur l'ancien bâtiment de la Douane (Alfândega en portugais), dans l'(État de l'Amazonas, au Brésil.
Ce phare est la propriété de la Marine brésilienne et il est géré par le Centro de Sinalização Náutica e Reparos Almirante Moraes Rego (CAMR) au sein de la Didection de l'Hydrographie et de la Navigation (DHN).

## Histoire
L'Alfândega - littéralement, le bureau de douane - de Manaus est l'un des points de repère les plus connus du centre-ville de Manaus, la capitale de l'État de l'Amazonas. L'ensemble architectural a été terminé en 1907. Il est, depuis 1987, classé comme monument historique par l'Institut national du patrimoine artistique et historique. C'est maintenant la Capitainerie du port de Manaus.
Une haute lanterne circulaire est dressée sur la tour carrée du bâtiment. Celle-ci est peinte en carré jaune et noir.
Identifiant : ARLHS : BRA283 ; BR.... - Amirauté : G.... - NGA : ..... .

### Lien connexe
- Liste des phares du Brésil